# No Remorse (Band)
No Remorse (engl. für ‚Keine Reue‘) ist eine britische Rechtsrock-Band aus London. Sie gehörte zu den Mitbegründern des Blood-and-Honour-Netzwerkes und war eine der „wohl wichtigste[n] und radikalste[n] White-Power-Band[s] in Großbritannien“.

## Bandgeschichte
No Remorse wurde 1986 von Paul Burnley gegründet. Als Mitte der 1980er das Netzwerk Blood and Honour von Ian Stuart Donaldson und Nick Crane gegründet wurde, war No Remorse mit dabei und setzte sich zusammen mit Donaldsons Skrewdriver, Squadron, Brutal Attack und Sudden Impact an die Spitze der Bewegung. Paul Burnley verlegte das Blood-and-Honour-Magazin, eine Hochglanzpublikation, die über die internationale Rechtsrock-Szene und Rock against Communism berichtete. No Remorses Debütalbum This Time the World erschien 1988 beim französischen Label Rebelles Européens. Auf diesem Album befindet sich die Textzeile “One day the World will know that Adolf Hitler was right!”, ein Spruch, der in der Rechtsrock-Szene auf große Verbreitung stieß und auf T-Shirts und Beiheften anderer Bands immer wieder auftaucht (so zum Beispiel auf Absurds Demo Thuringian Pagan Madness: “One day the world will know that Adolf Hitler was right, and that will be the day of our final victory. HATE IS OUR PRAYER – REVENGE IS OUR BATTLECRY.”).
Danach wechselte die Gruppe zu Rock-O-Rama, wo die Alben The New Storm Troopers (1989) und Blood Against Gold erschienen. Die Band hatte diverse Auftritte im Ausland, unter anderem 1989 auf dem zweiten AryanFest von Tom Metzger (White Aryan Resistance) in Oklahoma und am 27. Juli 1991 erstmals auch in Deutschland.
Ab 1992 schien die Macht von Blood & Honour zu bröckeln. Burnley hatte zwar für die Integration des British Movement in die Bewegung gesorgt, doch mehrere Gruppen begannen sich aufzulösen. Vor einem Auftritt in Valencia kamen fast alle Mitglieder von Violent Storm bei einem Verkehrsunfall ums Leben. No Remorse widmete der Gruppe ihren Auftritt. Zurück in London sollte ein groß angekündigtes Skrewdriver-Konzert mit No Remorse als Vorgruppe die Massen mobilisieren. Doch Antifaschisten konnten den Auftritt erfolgreich behindern, so dass nur ein kleines Konzert in einem rasch angemieteten Pub stattfinden konnte.
Nachdem Ian Stuart Donaldson am 24. September 1993 bei einem Verkehrsunfall ums Leben gekommen war, kämpfte Burnley um die Vorherrschaft in der Rechtsrock-Szene, wurde jedoch von Combat 18 und insbesondere Will Browning verdrängt. Browning, der 1991 aus No Remorse ausgeschlossen wurde, weil er häufig betrunken war, attackierte Burnley und übernahm die Vorherrschaft in Blood and Honour. No Remorse löste sich daraufhin auf. Browning ließ es sich jedoch nicht nehmen und demütigte Burnley weiter. Er reformierte eine neue Version von No Remorse, die 1996 die CD Barbecue in Rostock aufnahmen. Der Titel ist eine Anspielung auf die Ausschreitungen in Rostock-Lichtenhagen und gilt als radikalste Veröffentlichung der britischen Rechtsrock-Szene. Die reformierte Band nahm noch einige weitere CDs auf, während die Ursprungsband seit 1994 als aufgelöst gilt.

## Ideologie
Bereits die ursprüngliche Band um Burnley war eine der radikalsten der britischen Szene. Burnley war berüchtigt, bei Auftritten eine Hakenkreuz-Armbinde zu tragen. Auch Hakenkreuze in anderen Formen waren beliebte Bühnendekorationen. Die Texte waren eine Mischung aus nationalsozialistischen und rassistischen Texten. Burnley verstand No Remorse als Werkzeug, um die Lehre des Nationalsozialismus zu verbreiten und verehrte Adolf Hitler und Rudolf Heß. Brownings Version von No Remorse war dagegen eher rassistisch orientiert und setzte auf Tabubrechung. Barbecue in Rostock enthielt zahlreiche Morddrohungen an Ausländer, Schwarze und Linke. Sie ging weit über die Provokationen anderer Bands hinaus und war in Großbritannien der Auslöser für die Searchlight-Kampagne Shut down the Peddlers of Hate (etwa ‚Stoppt den Verkauf des Hasses‘), die den Rechtsrock-Verkauf in Großbritannien maßgeblich beeinträchtigte.

## Diskografie

### Mit Paul Burnley
Alben
- 1987: Demo (MC)
- 1988: This Time the World (indiziert)
- 1989: Blood Against Gold
- 1989: See You in Walhalla
- 1989: The New Storm Troopers
- 1992: Demo (MC)
- 1994: The Winning Hand (indiziert[8])
- 1994: Under the Gods (indiziert)

Singles und EPs
- 1989: See You in Valhalla/Take What’s Ours
- 1989: Son of Odin/Daily News
- 1989: The New Stormtroopers/No More Brother’s War
- 1989: Smash the Reds
- 1989: Time Will Tell
- 1990: We Rise Again / Fate Dictator
- 1994: Farewell Ian Stuart

Split-Veröffentlichungen
- 1992: Desert Storm (mit Dirlewanger)
- 1993: First Strike (live) (MC, mit Buldok)
- 1995: We Play for You (mit Svastika)
- 1996: Live in Brandenburg 1992 (mit Division S)

Kompilationen und Livealben
- 1997: The Best of No Remorse (indiziert)
- 1998: Heroes Never Die
- 1999: Rare Remorse
- 2000: This Land Is Ours
- 2012: Rarities (indiziert[9])
- 2015: Skinhead Army

### Ohne Paul Burnley
Alben
- 1996: Barbecue in Rostock (indiziert)
- 1997: Smash the Reds
- 2005: Start Up the Panzers (indiziert)
- 2005: Oi! Monkey (indiziert)
- 2006: Deutschland (indiziert)
- 2012: 18 Was Right

Singles
- 2006: Race War / Barbecue in Rostock

Split-Veröffentlichungen
- ISD Memorial (mit Razors Edge)